# Ballaghmore
Ballaghmore (historycznie Bellaghmore, irl. an Bealach Mór) – wieś w zachodniej części hrabstwa Laois w Irlandii, ok. 30 km na południowy zachód od Portlaoise.
Głównym zajęciem tutejszej ludności to rolnictwo. We wsi znajduje się kościół i klub hurlingu Kyle GAA.
Popularne nazwiska to: Keogh, O'Grady, England, Gilmartin, Rigney, Delaney i Maher.

## Zamek
Ballaghmore jest znane głównie ze swojego zamku wybudowanego w 1480 roku przez tutejszego wodza MacGiollaphadraig (Fitzpatrick, co znaczy syn podwładnego Patryka). Nazwa wsi pochodzi od średniowiecznej drogi Bealach Mor do Munster, przy której usytuowany jest zamek. Jak wiele innych zamków zniszczony został przez wojska Oliver Cromwella w 1647 roku podczas kolonizacji (ang. plantation) Irlandii. W 1836 roku został odbudowany przez rodzinę Ely. Podczas renowacji właściciel znalazł na terenie posiadłości złoty skarb, został zamordowany przez zazdrosnego sąsiada i nigdy w niej nie zamieszkał. Przez kolejne lata zamek był niezamieszkany i używany jako spichlerz niszczał, aż do 1990 roku, kiedy nabył go obecny właściciel.

## Sheela na Gig
Na zewnętrznej stronie kamiennego muru zamku Ballaghmore wyrzeźbiona jest Sheela na Gig. Aż do XVI wieku większość irlandzkich kościołów i zamków „chroniona” była przed nieczystymi siłami rzeźbami bądź płaskorzeźbami Sheela na Gig, przedstawiającymi brzydką pół-żywą kobietę z grymasem na twarzy i nienaturalnie wyeksponowanymi wargami sromowymi. Połączenie trupiego wyglądu i narządów rozrodczych kobiety nawiązuje do cyklu narodzin i śmierci, a Sheela na Gig jest przedstawieniem celtykiej bogini płodności. Przypuszcza się, że symbol ten przywędrował z Mezopotamii, gdzie nu-gug oznacza pewien rodzaj „świętych” prostytutek. Zabytek jest tym bardziej cenny, że mimo swej powszechności w poprzednich wiekach niewiele figur przetrwało wiktoriańskie czasy do dzisiaj.